# Коваленко, Сергей Николаевич
Сергей Николаевич Коваленко (укр. Коваленко Сергій Миколайович, анг. Kovalenko Sergyi) 8 апреля 1959 года, г. Золотоноша Черкасской обл. Украина — украинский учёный, педагог. Доктор химических наук (1993), профессор (1996), заведующий кафедры управления качеством НФаУ (2002—2015), заведующий научно-исследовательской лабораторией контроля качества лекарственных препаратов (1995—2014), проректор по научной работе НФаУ (2005—2014), профессор кафедры органической химии ХНУ им В. Н. Каразина (2014—текущее время).
Автор более 400 научных работ, 44 патентов, 5 монографий, ряда учебников, учебных и методических изданий.
Эксперт Фармацевтической комиссии Фармакологического комитета МЗ Украины, член двух диссертационных советов, член редакционной коллегии журналов «Вестник фармации», «Журнал органической и фармацевтической химии», «Управление, экономика и обеспечение качества в фармации», член редакционного совета «Химико-фармацевтического журнала».

## Научная деятельность
Автор более 400 научных и учебно-методических работ (среди них более двести семьдесят пятой зарубежных изданиях), 44 патентов, 1 учебник, 4 монографии, 2 учебных и 8 методических пособий. Подготовил одного доктора наук и 22 кандидатов наук. Принимал участие в выполнении международных грантов, в том числе гранта INTAS «Синтез нового поколения противораковых средств на основе изофлавоноидов» (2004—2006). Сотрудничал с зарубежными учёными из Московского государственного университета, Института физики АН Белоруссии, фирм «Rhône-Poulenc», «Aventis Pharma», «Bayer Schering Pharma» и др.

## Административная и организационная деятельность
Соавтор концепции компьютеризации НФаУ; организовал Учебно-производственную лабораторию органического синтеза и внедрил в её работу современные методы комбинаторной химии; организовал и возглавил Государственную научно-исследовательскую лабораторию по технологии и контролю качества ЛП и кафедру управления качеством; инициировал и возглавил проведение ежегодных Международных выставок «Мир здоровья и красоты», Международного конгресса «Настоящее и будущее фармации». Работал экспертом Фармацевтической комиссии Фармакологического комитета МЗ Украины, член 2 диссертационных советов, главный редактор журнала «Управление, экономика и обеспечения качества в фармации» и член редакционной коллегии «Журнала органической и фармацевтической химии».

## Награды
- Почетная грамота городского главы (2001);
- Почетная грамота МЗ Украины (2002);
- Почетная грамота Верховной рады Украины (2005).